# Morfizacja
Morfizacja (z gr. μορφή morphé ‘kształt, postać’), upostaciowienie – figura retoryczna, rodzaj przenośni. Polega na nadaniu materialnej postaci czemuś, co jej nie posiada, np. stanom psychicznym, pojęciom abstrakcyjnym, siłom przyrody.

## Przykłady morfizacji
Wolności, niebieskie dziecko,
Ułowiono cię zdradziecko!
W klatkę cię mocno zamknięto,
Bujnych skrzydełek przycięto!

Franciszek Karpiński, Pieśń dziada sokalskiego w Kordonie Cesarskim
I miłość wysokopienną, wzniosłą jak brzozowe gaje
Józef Andrzej Frasik, Ten wieczór